# Eleições estaduais no Rio Grande do Sul em 2010
As eleições estaduais no Rio Grande do Sul em 2010 aconteceram juntamente com as eleições federais no Brasil, em 3 de outubro. Desde 1994, como resultado de uma emenda constitucional que reduziu o mandato presidencial para quatro anos, todas as eleições federais e estaduais no Brasil coincidiram. As eleições estaduais decidem governadores e os deputados estaduais para as Assembleias Legislativas. Também os membros do Congresso Nacional são eleitos por estado.

## Resultado da eleição para governador
| Candidatos a governador do estado | Candidatos a vice-governador | Número | Coligação                                                      | Votação   | Percentual |
| --------------------------------- | ---------------------------- | ------ | -------------------------------------------------------------- | --------- | ---------- |
| Tarso Genro PT                    | Beto Grill PSB               | 13     | Unidade Popular pelo Rio Grande (PT, PSB, PR, PCdoB)           | 3.416.460 | 54,35%     |
| José Fogaça PMDB                  | Pompeo de Mattos PDT         | 15     | Juntos pelo Rio Grande (PMDB, PDT, PTN, PSDC)                  | 1.554.836 | 24,74%     |
| Yeda Crusius PSDB                 | Berfran Rosado PPS           | 45     | Confirma Rio Grande (PSDB, PPS, PP, PRB, PSC, PHS, PSL, PTdoB) | 1.156.386 | 18,40%     |
| Montserrat Martins PV             | Doris Shlatter PV            | 43     | —                                                              | 93.466    | 1,49%      |
| Pedro Ruas PSOL                   | Marliane Santos PSOL         | 50     | —                                                              | 37.934    | 0,60%      |
| Aroldo Medina PRP                 | João Carlos Rodrigues PTC    | 44     | Despertar Farroupilha (PRP, PTC)                               | 11.264    | 0,18%      |
| Julio Flores PSTU                 | Vera Rosane PSTU             | 16     | —                                                              | 7.938     | 0,13%      |
| Carlos Schneider PMN              | Maximiliano Andrade PMN      | 33     | —                                                              | 5.475     | 0,09%      |
| Humberto Carvalho PCB             | Nubem Medeiros PCB           | 21     | —                                                              | 1.889     | 0,03%      |

## Resultado da eleição para senador
| Candidatos a senador da República | Candidatos a suplente de senador            | Número | Coligação                                                      | Votação   | Percentual |
| --------------------------------- | ------------------------------------------- | ------ | -------------------------------------------------------------- | --------- | ---------- |
| Paulo Paim PT                     | Veridiana Tonini PT Gilberto Corazza PT     | 131    | Unidade Popular pelo Rio Grande (PT, PSB, PR, PCdoB)           | 3.895.822 | 33,38%     |
| Ana Amélia Lemos PP               | José Alberto Wenzel PSDB Marcio Turra PP    | 111    | Confirma Rio Grande (PSDB, PPS, PP, PRB, PSC, PHS, PSL, PTdoB) | 3.401.241 | 29,54%     |
| Germano Rigotto PMDB              | Licia Peres PDT Antônio Hohlfeldt PMDB      | 151    | Juntos pelo Rio Grande (PMDB, PDT, PTN, PSDC)                  | 2.445.881 | 21,24%     |
| Abigail Pereira PCdoB             | Jaime José Basso PT Eloede Conzatti PT      | 651    | Unidade Popular pelo Rio Grande (PT, PSB, PR, PCdoB)           | 1.551.151 | 13,47%     |
| Marcos Monteiro PV                | José Araújo PV Valmir Rodrigues PV          | 430    | —                                                              | 101.701   | 0,88%      |
| Vera Guasso PSTU                  | Adelar Cansi PSTU Alda Olivier PSTU         | 161    | —                                                              | 56.855    | 0,49%      |
| José Schneider PMN                | João Toledo Araújo PMN Sérgio Schneider PMN | 333    | —                                                              | 32.348    | 0,28%      |
| Berna Menezes PSOL                | Andrea Ferreira PSOL João Ezequiel PSOL     | 500    | —                                                              | 22.278    | 0,20%      |
| Roberto Gross PTC                 | Rúbia Nara PTC Adelar Cansi PTC             | 361    | Despertar Farroupilha (PRP, PTC)                               | 6.965     | 0,06%      |

## Composição das coligações
O PDT, divido entre José Fogaça (apoiado por setores ligados a Prefeitura de Porto Alegre) e entre Tarso Genro (com o apoio do Ministro do Trabalho Carlos Lupi), decidiu optar por Fogaça, já que o partido assumiu a Prefeitura de Porto Alegre. O Partido Progressista, que estava dividido entre Beto Albuquerque, José Fogaça, Luís Augusto Lara e Yeda Crusius, decidiu que apoiará a governadora. O PPS que tinha decidido pelo indicativo de apoio a Yeda voltou atrás. De acordo com o blog do jornalista Políbio Braga, o PRB apoia a reeleição de Yeda Crusius. O DEM decidiu integrar a candidatura petebista de Luís Augusto Lara.
O PCdoB recebeu propostas das pré-candidaturas do PT e do PSB para, em contrapartida, apoiar a deputada Manuela d'Ávila à candidatura para a Prefeitura de Porto Alegre, em 2012. O Partido Progressista lançou a jornalista Ana Amélia Lemos como pré-candidata ao Senado. O PTB lançou a pré-candidatura do advogado Luiz Francisco Corrêa Barbosa ao senado. José Alberto Wenzel desistiu da disputa ao Senado para concorrer a uma cadeira à Câmara dos Deputados.
O ex-vice-governador Vicente Bogo, o jornalista Adroaldo Streck e o suplente de deputado estadual Mauro Sparta são os pré-candidatos do PSDB. O deputado federal Eliseu Padilha, aspirante ao senado pelo PMDB, desistiu da disputa com Germano Rigotto. Em reunião, o Deputado Federal Beto Albuquerque comunica que não é mais pré-candidato ao Governo do Estado. O PSB e o PCdoB decidiram apoiar a candidatura de Tarso Genro. O socialista Beto Grill, ex-prefeito e candidato ao Governo do Estado em 2006, é o candidato a vice-governador pela chapa. O Partido da República, que tinha confirmado aliança com Lara, voltou atrás e decidiu apoiar Tarso Genro.
O PCdoB escolheu Abgail Pereira, candidata a vice-prefeita de Caxias do Sul em 2008, como postulante ao Senado na mesma chapa de Paulo Paim. Depois de desistir da aliança com Yeda e ter decidido apoiar Luís Augusto Lara, o PPS reata a aliança com o PSDB e indica o candidato a vice de Yeda. Ana Amélia Lemos é a única candidata ao Senado pela coligação. Luís Augusto Lara desiste da candidatura ao Governo do Estado pela coligação PTB-DEM. O nanico PTC desistiu da candidatura de João Carlos Rodrigues ao Governo do Estado para apoiar Aroldo Medina, do PRP. Medina foi candidato ao Governo do Estado em 2002 pelo Partido Liberal. O PSC, PHS e PTdoB fecharam aliança com Yeda Crusius.
O PTB, que está coligado com o DEM para Deputado Federal, desistiu da candidatura de Luiz Francisco Barbosa para o Senado. O PCB tentou fazer um acordo com o PSOL, mas não obteve sucesso. Sem aliança, os comunistas lançaram Humberto Carvalho como candidato ao Governo do Estado. O PRTB registrou a candidatura de José Guterres ao Governo do Estado, porém o partido teve o registro de candidatura negado pelo TRE. As coligações já possuem nome: Despertar Farroupilha, Juntos pelo Rio Grande, Unidade Popular pelo Rio Grande e Confirma Rio Grande. Cinco candidaturas foram feitas sem apresentar coligação: Carlos Schneider, do PMN, Humberto Carvalho, do PCB, Júlio Flores, do PSTU, Montserrat Martins, do PV e Pedro Ruas, do PSOL.

## Lista dos candidatos ao Governo do Estado
| Candidato a governador(a) | Candidato a vice-governador(a) | Coligação                                                      | Tempo de horário eleitoral |
| ------------------------- | ------------------------------ | -------------------------------------------------------------- | -------------------------- |
| Aroldo Medina PRP         | João Carlos Rodrigues PTC      | Despertar Farroupilha (PRP, PTC)                               | 45 segundos                |
| Carlos Schneider PMN      | Maximiliano Andrade PMN        | —                                                              | 45 segundos                |
| Humberto Carvalho PCB     | Nubem Medeiros PCB             | —                                                              | 40 segundos                |
| José Fogaça PMDB          | Pompeo de Mattos PDT           | Juntos pelo Rio Grande (PMDB, PDT, PTN, PSDC)                  | 3 minutos e 51 segundos    |
| Julio Flores PSTU         | Vera Rosane PSTU               | —                                                              | 40 segundos                |
| Montserrat Martins PV     | Doris Shlatter PV              | —                                                              | 1 minuto e 2 segundos      |
| Pedro Ruas PSOL           | Marliane Santos PSOL           | —                                                              | 45 segundos                |
| Tarso Genro PT            | Beto Grill PSB                 | Unidade Popular pelo Rio Grande (PT, PSB, PR, PCdoB)           | 4 minutos e 41 segundos    |
| Yeda Crusius PSDB         | Berfran Rosado PPS             | Confirma Rio Grande (PSDB, PPS, PP, PRB, PSC, PHS, PSL, PTdoB) | 4 minutos e 51 segundos    |

### Pesquisas de opinião para o Governo do Estado
| Data                               | Instituto  | Candidato           | Candidato              | Candidato              | Candidato          | Candidato           | Candidato               | Candidato         | Candidato        | Candidato           | Nenhum / Não sabe |
| Data                               | Instituto  | Aroldo Medina (PRP) | Carlos Schneider (PMN) | Humberto Cavalho (PCB) | José Fogaça (PMDB) | Julio Flores (PSTU) | Montsserat Martins (PV) | Pedro Ruas (PSOL) | Tarso Genro (PT) | Yeda Crusius (PSDB) | Nenhum / Não sabe |
| ---------------------------------- | ---------- | ------------------- | ---------------------- | ---------------------- | ------------------ | ------------------- | ----------------------- | ----------------- | ---------------- | ------------------- | ----------------- |
| 16-19 de março de 2009             | Datafolha  | —                   | —                      | —                      | 27%                | —                   | —                       | 1%                | 30%              | 9%                  | 26%               |
| 26-28 de maio de 2009              | Datafolha  | —                   | —                      | —                      | 28%                | —                   | —                       | 2%                | 34%              | 7%                  | 23%               |
| 20-25 de setembro de 2009          | Methodus   | —                   | —                      | —                      | 25%                | —                   | —                       | 3,1%              | 35,3%            | 7,9%                | 13%               |
| 25-29 de setembro de 2009          | Ibope      | —                   | —                      | —                      | 28%                | —                   | —                       | 1%                | 37%              | 4%                  | 19%               |
| 02-6 de novembro de 2009           | Methodus   | —                   | —                      | —                      | 25,7%              | —                   | —                       | 1,7%              | 32,9%            | 11,2%               | 11,8%             |
| 14-18 de dezembro de 2009          | Datafolha  | —                   | —                      | —                      | 30%                | —                   | —                       | 1%                | 30%              | 5%                  | 26%               |
| 14-17 de janeiro de 2010           | Datafolha  | —                   | —                      | —                      | 31%                | —                   | —                       | 2%                | 34%              | 7%                  | 24%               |
| 18-19 de março de 2010             | Methodus   | —                   | —                      | —                      | 30,9%              | —                   | 0,3%                    | 1,1%              | 34%              | 9,7%                | 5,4%              |
| 30-31 de março de 2010             | Datafolha  | —                   | —                      | —                      | 30%                | —                   | 0%                      | 2%                | 31%              | 8%                  | 20%               |
| 08-10 de abril de 2010             | Index      | —                   | —                      | —                      | 28,3%              | —                   | —                       | —                 | 36,2%            | 9,1%                | 11,3%             |
| 08-12 de maio de 2010              | Vox Populi | —                   | —                      | —                      | 27%                | —                   | 0%                      | 1%                | 32%              | 10%                 | 22%               |
| 10-15 de junho de 2010             | Ibope      | —                   | —                      | —                      | 30%                | —                   | —                       | —                 | 37%              | 11%                 | 22%               |
| 6-8 de julho de 2010               | Ibope      | 1%                  | 0%                     | 1%                     | 29%                | 0%                  | 0%                      | 1%                | 39%              | 15%                 | 14%               |
| 17-20 de julho de 2010             | Vox Populi | —                   | —                      | —                      | 28%                | —                   | —                       | 1%                | 34%              | 12%                 | 25%               |
| 20-23 de julho de 2010             | Datafolha  | 0%                  | 0%                     | 0%                     | 27%                | 0%                  | 0%                      | 1%                | 35%              | 15%                 | 21%               |
| 03-05 de agosto de 2010            | Ibope      | 0%                  | 1%                     | 0%                     | 31%                | 0%                  | 0%                      | 1%                | 37%              | 11%                 | 19%               |
| 09-12 de agosto de 2010            | Datafolha  | —                   | 1%                     | 0%                     | 27%                | 1%                  | 0%                      | 1%                | 38%              | 16%                 | 17%               |
| 07-10 de agosto de 2010            | Vox Populi | —                   | 1%                     | —                      | 24%                | —                   | —                       | —                 | 35%              | 10%                 | 28%               |
| 11-13 de agosto de 2010            | Methodus   | 0,3%                | 0,7%                   | 0,4%                   | 29%                | 0,6%                | 0,4%                    | 1,2%              | 37,9%            | 16,6%               | 13,2%             |
| 23-24 de agosto de 2010            | Datafolha  | 0%                  | 0%                     | 0%                     | 27%                | 0%                  | 0%                      | 1%                | 42%              | 14%                 | 17%               |
| 31 de agosto-2 de setembro de 2010 | Ibope      | 0%                  | 0%                     | 0%                     | 23%                | 0%                  | 0%                      | 1%                | 41%              | 13%                 | 22%               |

## Lista dos candidatos ao Senado
| Candidato(a) ao senado  | Candidato(a) a 1º suplente | Candidato(a) a 2º suplente   | Coligação                                                      |
| ----------------------- | -------------------------- | ---------------------------- | -------------------------------------------------------------- |
| Abigail Pereira PCdoB   | Jaime José Basso PT        | Eloede Conzatti PT           | Unidade Popular pelo Rio Grande (PT, PSB, PR, PCdoB)           |
| Ana Amélia Lemos PP     | José Alberto Wenzel PSDB   | Marcio Turra PP              | Confirma Rio Grande (PSDB, PPS, PP, PRB, PSC, PHS, PSL, PTdoB) |
| Bernadete Menezes PSOL  | Andrea Ferreira PSOL       | João Ezequiel PSOL           | —                                                              |
| José Schneider PMN      | João Toledo Araújo PMN     | Sérgio Schneider PMN         | —                                                              |
| Luís Carlos Drehmer PCB | João Pedro Fernandes PCB   | Harrison Fernandes PCB       | —                                                              |
| Luiz Carlos Lucas PSOL  | Elfrido Bergmann PSOL      | Sérgio Augusto Pinto PSOL    | —                                                              |
| Marcos Monteiro PV      | José Araújo PV             | Valmir Rodrigues PV          | —                                                              |
| Germano Rigotto PMDB    | Licia Peres PDT            | Antônio Hohlfeldt PMDB       | Juntos pelo Rio Grande (PMDB, PDT, PTN, PSDC)                  |
| Paulo Paim PT           | Veridiana Tonini PT        | Gilberto Corazza PT          | Unidade Popular pelo Rio Grande (PT, PSB, PR, PCdoB)           |
| Roberto Gross PTC       | Rúbia Nara PTC             | Ademir Roberto Rodrigues PTC | Despertar Farroupilha (PRP, PTC)                               |
| Vera Guasso PSTU        | Adelar Cansi PSTU          | Alda Olivier PSTU            | —                                                              |

### Pesquisas de opinião para o Senado
| Data                      | Instituto  | Candidato               | Candidato             | Candidato                | Candidato            | Candidato                  | Candidato                | Candidato            | Candidato              | Candidato       | Candidato           | Candidato          | Nenhum / Não sabe |
| Data                      | Instituto  | Abigail Pereira (PCdoB) | Ana Amélia Lemos (PP) | Bernadete Menezes (PSOL) | José Schneider (PMN) | Luís Carlos Draehmer (PCB) | Luiz Carlos Lucas (PSOL) | Marcos Monteiro (PV) | Germano Rigotto (PMDB) | Paulo Paim (PT) | Roberto Gross (PTC) | Vera Guasso (PSTU) | Nenhum / Não sabe |
| ------------------------- | ---------- | ----------------------- | --------------------- | ------------------------ | -------------------- | -------------------------- | ------------------------ | -------------------- | ---------------------- | --------------- | ------------------- | ------------------ | ----------------- |
| 20-25 de setembro de 2009 | Mathodus   | —                       | —                     | —                        | —                    | —                          | —                        | —                    | 47%                    | 47%             | —                   | —                  | 15%               |
| 02-6 de dezembro de 2009  | Methodus   | —                       | 40,7%                 | —                        | —                    | —                          | —                        | —                    | 42,3%                  | 43%             | —                   | —                  | 17,1%             |
| 18-19 de março de 2010    | Methodus   | —                       | 33,5%                 | —                        | —                    | —                          | —                        | —                    | 49,8%                  | 46,4%           | —                   | —                  | 28,9%             |
| 30-31 de março de 2010    | Datafolha  | —                       | 31%                   | —                        | —                    | —                          | —                        | —                    | 46%                    | 45%             | —                   | —                  | 21%               |
| 08-10 de março de 2010    | Index      | —                       | 41,4%                 | —                        | —                    | —                          | —                        | —                    | 53%                    | 60,6%           | —                   | —                  | 27,8%             |
| 06-8 de julho de 2010     | Ibope      | 2%                      | 40%                   | 2%                       | 3%                   | —                          | 2%                       | 2%                   | 46%                    | 46%             | 2%                  | 5%                 | 33%               |
| 17-20 de julho de 2010    | Vox Populi | —                       | 34%                   | —                        | —                    | —                          | —                        | —                    | 31%                    | 33%             | —                   | —                  | 49%               |
| 20-23 de julho de 2010    | Datafolha  | 1%                      | 33%                   | 1%                       | 4%                   | —                          | 2%                       | 2%                   | 41%                    | 37%             | 2%                  | 4%                 | 36%               |
| 03-05 de agosto de 2010   | Ibope      | 1%                      | 38%                   | 1%                       | 3%                   | —                          | 2%                       | 1%                   | 39%                    | 39%             | 2%                  | 5%                 | 52%               |
| 07-10 de agosto de 2010   | Vox Populi | —                       | 27%                   | —                        | —                    | —                          | —                        | —                    | 38%                    | 30%             | —                   | —                  | —                 |
| 09-12 de agosto de 2010   | Datafolha  | 1%                      | 35%                   | 1%                       | 3%                   | 1%                         | 1%                       | 2%                   | 43%                    | 35%             | 2%                  | 3%                 | 44,5%             |
| 11-13 de agosto de 2010   | Methodus   | 2,4%                    | 39,4%                 | 2,5%                     | 3,7%                 | —                          | 2,1%                     | 2,7%                 | 48,5%                  | 47,7%           | 1,4%                | 4,2%               | 43,8%             |
| 23-24 de agosto de 2010   | Datafolha  | 4%                      | 44%                   | 1%                       | 3%                   | 1%                         | 2%                       | 1%                   | 42%                    | 38%             | 1%                  | 2%                 | 21%               |

## Deputados federais eleitos
Foram 31 deputados federais eleitos no Rio Grande do Sul.

Representação eleita
  PT: 8
  PP: 6
  PMDB: 4
  PSB: 3
  PTB: 3
  PDT: 3
  PCdoB: 2
  PSDB: 1
  DEM: 1

Fonteː
| Candidato                    | Número | Coligação                                                        | Votos   | Porcentagem |
| ---------------------------- | ------ | ---------------------------------------------------------------- | ------- | ----------- |
| Manuela d'Ávila PCdoB        | 6565   | Unidade pelo Rio Grande PR, PSB, PCdoB.                          | 482.590 | 8,06%       |
| Beto Albuquerque PSB         | 4040   | Unidade pelo Rio Grande PR, PSB, PCdoB.                          | 200.476 | 3,35%       |
| Luis Carlos Heinze PP        | 1144   | Rio Grande Afirmativo PRB, PP, PSL, PSC, PPS, PHS, PSDB e PTdoB. | 180.403 | 3,01%       |
| Danrlei de Deus Goleiro PTB  | 1401   | Aliança Trabalhista Democrática PTB e DEM.                       | 173.787 | 2,90%       |
| Paulo Pimenta PT             | 1307   | Sem Coligação                                                    | 153.072 | 2,56%       |
| Henrique Fontana PT          | 1313   | Sem Coligação                                                    | 131.510 | 2,20%       |
| Osmar Terra PMDB             | 1522   | Juntos Pelo Rio Grande I PMDB e PSDC.                            | 130.669 | 2,18%       |
| Vilson Covatti PP            | 1111   | Rio Grande Afirmativo PRB, PP, PSL, PSC, PPS, PHS, PSDB e PTdoB. | 125.051 | 2,09%       |
| Marco Maia PT                | 1314   | Sem Coligação                                                    | 122.134 | 2,04%       |
| Pepe Vargas PT               | 1301   | Sem Coligação                                                    | 120.707 | 2,02%       |
| Perondi PMDB                 | 1502   | Juntos Pelo Rio Grande I PMDB e PSDC.                            | 112.214 | 1,87%       |
| Giovani Cherini PDT          | 1221   | Coligação: PDT e PTN.                                            | 111.373 | 1,86%       |
| José Otávio Germano PP       | 1112   | Rio Grande Afirmativo PRB, PP, PSL, PSC, PPS, PHS, PSDB e PTdoB. | 110.788 | 1,85%       |
| Mendes Ribeiro Filho PMDB    | 1510   | Juntos Pelo Rio Grande I PMDB e PSDC.                            | 109.775 | 1,83%       |
| Renato Molling PP            | 1122   | Rio Grande Afirmativo PRB, PP, PSL, PSC, PPS, PHS, PSDB e PTdoB. | 104.175 | 1,74%       |
| Dionilso Marcon PT           | 1355   | Sem Coligação                                                    | 100.553 | 1,68%       |
| Ronaldo Zulke PT             | 1300   | Sem Coligação                                                    | 100.082 | 1,67%       |
| Afonso Hamm PP               | 1166   | Rio Grande Afirmativo PRB, PP, PSL, PSC, PPS, PHS, PSDB e PTdoB. | 98.419  | 1,64%       |
| Sérgio Moraes PTB            | 1412   | Aliança Trabalhista Democrática PTB e DEM.                       | 97.752  | 1,63%       |
| Nelson Marchezan Júnior PSDB | 4545   | Rio Grande Afirmativo PRB, PP, PSL, PSC, PPS, PHS, PSDB e PTdoB. | 92.394  | 1,54%       |
| Enio Bacci PDT               | 1277   | Coligação: PDT e PTN.                                            | 92.116  | 1,54%       |
| Elvino Bohn Gass PT          | 1320   | Sem Coligação                                                    | 90.096  | 1,50%       |
| Fernando Marroni PT          | 1345   | Sem Coligação                                                    | 87.103  | 1,45%       |
| Busato PTB                   | 1414   | Aliança Trabalhista Democrática PTB e DEM.                       | 85.832  | 1,43%       |
| Jerônimo Goergen PP          | 1133   | Rio Grande Afirmativo PRB, PP, PSL, PSC, PPS, PHS, PSDB e PTdoB. | 85.094  | 1,42%       |
| Onyx Lorenzoni DEM           | 2522   | Aliança Trabalhista Democrática PTB e DEM.                       | 84.696  | 1,41%       |
| Alceu Moreira PMDB           | 1500   | Juntos Pelo Rio Grande I PMDB e PSDC.                            | 81.071  | 1,35%       |
| Vieira da Cunha PDT          | 1212   | Coligação: PDT e PTN.                                            | 76.818  | 1,28%       |
| Assis Melo PCdoB             | 6510   | Unidade Pelo Rio Grande PR, PSB e PCdoB.                         | 47.141  | 0,79%       |
| José Luiz Stédile PSB        | 4080   | Unidade Pelo Rio Grande PR, PSB e PCdoB.                         | 41.401  | 0,69%       |
| Dr. Alexandre Roso PSB       | 4020   | Unidade Pelo Rio Grande PR, PSB e PCdoB.                         | 28.236  | 0,47%       |

Obs.: A tabela acima mostra somente os candidatos eleitos.

## Deputados estaduais eleitos
Foram 55 deputados estaduais eleitos no Rio Grande do Sul.

Representação eleita
  PT: 14
  PMDB: 9
  PP: 7
  PDT: 7
  PSDB: 5
  PTB: 5
  PSB: 3
  PPS: 2
  DEM: 1
  PCdoB: 1
  PRB: 1

Fonteː
| Candidato                 | Número | Coligação                                                | Votos  | Porcentagem |
| ------------------------- | ------ | -------------------------------------------------------- | ------ | ----------- |
| Silvana Covatti PP        | 11111  | Sem Coligação                                            | 85.604 | 1,38%       |
| Marco Alba PMDB           | 15234  | Juntos Pelo Rio Grande I PMDB e PSDC.                    | 82.269 | 1,32%       |
| Pedro Westphalen PP       | 11233  | Sem Coligação                                            | 72.910 | 1,17%       |
| Edegar Pretto PT          | 13655  | Sem Coligação                                            | 69.233 | 1,11%       |
| Lucas Redecker PSDB       | 45111  | Grande Rio Grande PRB, PSL, PSC, PPS, PHS, PSDB e PTdoB. | 69.043 | 1,11%       |
| Edson Brum PMDB           | 15200  | Juntos Pelo Rio Grande I PMDB e PSDC.                    | 67.397 | 1,08%       |
| Heitor Schuch PSB         | 40125  | Unidade Pelo Rio Grande PR, PSB e PCdoB.                 | 66.591 | 1,07%       |
| Raul Pont PT              | 13400  | Sem Coligação                                            | 65.430 | 1,05%       |
| Mainardi PT               | 13555  | Sem Coligação                                            | 64.375 | 1,03%       |
| Valdeci Oliveira PT       | 13713  | Sem Coligação                                            | 64.163 | 1,03%       |
| Márcio Biolchi PMDB       | 15500  | Juntos Pelo Rio Grande I PMDB e PSDC.                    | 63.932 | 1,03%       |
| Paulo Odone PPS           | 23023  | Grande Rio Grande PRB, PSL, PSC, PPS, PHS, PSDB e PTdoB. | 63.919 | 1,03%       |
| Juliana Brizola PDT       | 12001  | Coligação: PDT e PTN.                                    | 61.305 | 0,98%       |
| Luciano Azevedo PPS       | 23200  | Grande Rio Grande PRB, PSL, PSC, PPS, PHS, PSDB e PTdoB. | 59.466 | 0,96%       |
| Carlos Gomes PRB          | 10300  | Grande Rio Grande PRB, PSL, PSC, PPS, PHS, PSDB e PTdoB. | 59.144 | 0,95%       |
| Luís Augusto Lara PTB     | 14789  | Sem Coligação                                            | 57.936 | 0,93%       |
| Giovani Feltes PMDB       | 15415  | Juntos Pelo Rio Grande I PMDB e PSDC.                    | 55.276 | 0,89%       |
| Gilberto Capoani PMDB     | 15160  | Juntos Pelo Rio Grande I PMDB e PSDC.                    | 53.050 | 0,85%       |
| Sossella PDT              | 12333  | Coligação: PDT e PTN.                                    | 49.510 | 0,80%       |
| Adolfo Brito PP           | 11240  | Sem Coligação                                            | 48.422 | 0,78%       |
| Stela Farias PT           | 13113  | Sem Coligação                                            | 48.070 | 0,77%       |
| Adão Villaverde PT        | 13013  | Sem Coligação                                            | 47.758 | 0,77%       |
| Daniel Bordignon PT       | 13010  | Sem Coligação                                            | 46.828 | 0,75%       |
| Luis Lauermann PT         | 13003  | Sem Coligação                                            | 46.541 | 0,75%       |
| Frederico Antunes PP      | 11122  | Sem Coligação                                            | 46.537 | 0,75%       |
| Gerson Burmann PDT        | 12312  | Coligação: PDT e PTN.                                    | 46.363 | 0,74%       |
| Classmann PTB             | 14200  | Sem Coligação                                            | 46.252 | 0,74%       |
| Alexandre Postal PMDB     | 15150  | Juntos Pelo Rio Grande I PMDB e PSDC.                    | 45.631 | 0,73%       |
| Miriam Marroni PT         | 13631  | Sem Coligação                                            | 45.450 | 0,73%       |
| Fixinha PP                | 11112  | Sem Coligação                                            | 44.798 | 0,72%       |
| Marisa Formolo PT         | 13123  | Sem Coligação                                            | 43.860 | 0,70%       |
| Altemir Tortelli PT       | 13030  | Sem Coligação                                            | 43.484 | 0,70%       |
| Adroaldo Loureiro PDT     | 12412  | Coligação: PDT e PTN.                                    | 43.266 | 0,70%       |
| Alceu Barbosa Velho PDT   | 12789  | Coligação: PDT e PTN.                                    | 43.120 | 0,69%       |
| Chicão PP                 | 11444  | Sem Coligação                                            | 43.012 | 0,69%       |
| Mano Changes PP           | 11013  | Sem Coligação                                            | 42.220 | 0,68%       |
| Maria Helena Sartori PMDB | 15140  | Juntos Pelo Rio Grande I PMDB e PSDC.                    | 38.958 | 0,63%       |
| Alexandre Lindenmeyer PT  | 13131  | Sem Coligação                                            | 38.740 | 0,62%       |
| Ana Affonso PT            | 13813  | Sem Coligação                                            | 38.525 | 0,62%       |
| Dr. Pedro Pereira PSDB    | 45600  | Grande Rio Grande PRB, PSL, PSC, PPS, PHS, PSDB e PTdoB. | 38.268 | 0,61%       |
| Álvaro Boessio PMDB       | 15170  | Juntos Pelo Rio Grande I PMDB e PSDC.                    | 37.971 | 0,61%       |
| Nelsinho Metalúrgico PT   | 13630  | Sem Coligação                                            | 37.483 | 0,60%       |
| Paulo Borges DEM          | 25000  | Sem Coligação                                            | 36.751 | 0,59%       |
| Adilson Troca PSDB        | 45123  | Grande Rio Grande PRB, PSL, PSC, PPS, PHS, PSDB e PTdoB. | 36.611 | 0,59%       |
| Dr. Basegio PDT           | 12456  | Coligação: PDT e PTN.                                    | 36.071 | 0,58%       |
| Ciro Simoni PDT           | 12233  | Coligação: PDT e PTN.                                    | 35.477 | 0,57%       |
| Miki Breier PSB           | 40400  | Unidade Pelo Rio Grande PR, PSB e PCdoB.                 | 35.457 | 0,57%       |
| Ronaldo Santini PTB       | 14470  | Sem Coligação                                            | 35.029 | 0,56%       |
| Raul Carrion PCdoB        | 65123  | Unidade Pelo Rio Grande PR, PSB e PCdoB.                 | 34.791 | 0,56%       |
| Zilá Breitenbach PSDB     | 45345  | Grande Rio Grande PRB, PSL, PSC, PPS, PHS, PSDB e PTdoB. | 34.676 | 0,56%       |
| Jorge Pozzobom PSDB       | 45678  | Grande Rio Grande PRB, PSL, PSC, PPS, PHS, PSDB e PTdoB. | 33.474 | 0,54%       |
| Marcelo Moraes PTB        | 14114  | Sem Coligação                                            | 32.535 | 0,52%       |
| Sperotto PTB              | 14714  | Sem Coligação                                            | 32.458 | 0,52%       |
| Catarina Paladini PSB     | 40040  | Unidade Pelo Rio Grande PR, PSB e PCdoB.                 | 32.035 | 0,51%       |
| Cassiá Carpes PTB         | 14000  | Sem Coligação                                            | 30.817 | 0,50%       |

Obs.: A tabela acima mostra somente os candidatos eleitos.